# 二硫化碳
二硫化碳是一种分子式为CS2的无色有毒液体。纯的二硫化碳有类似氯仿的芳香甜味，但是通常不纯的工业品因为混有其他硫化物（如羰基硫等）而变为微黄色，并且有令人不愉快的烂萝卜味。CS2可溶解硫單質或白磷。
由于二硫化碳结构简单，虽然它的分子中含有碳原子，但是被认为是无机物。
二硫化碳通过以下反应制备：
2CH4 + S8 → 2CS2 + 4H2S

## 化学性质
二硫化碳易燃，加热至一定温度甚至可以自燃：
CS2 + 3 O2 → CO2 + 2 SO2
二硫化碳可以和硫化钠溶液反应，形成三硫代碳酸钠：
CS2 + Na2S → Na2CS3

## 用途
二硫化碳可以用来制备四氯化碳，这也是四氯化碳生产的重要方法：
CS2 + 3 Cl2 → CCl4 + S2Cl2
这个反应经过中间体硫光气（CSCl2）。